# Valserberg
Der Valserberg (rätoromanisch: Cuolm Val) ist ein Saumpass in Graubünden, Schweiz, der das Valsertal mit dem Rheinwald verbindet. Die Passhöhe beträgt 2503 m ü. M..

## Geschichte
Der Pass- und Wanderweg führt vom  Peiltal über den Valserberg nach Hinterrhein oder Nufenen. Er wurde spätestens ab der Eisenzeit begangen (Passwegfund). Ab dem 14. Jahrhundert begannen deutschsprachige Walser das Seitental Peil unterhalb des Valserbergs und später das Valsertal zu besiedeln. Die einst ganzjährig bewohnten Hofsiedlungen im Peiltal sind Wallatsch, Tschifera, Uf der Matta und Abersch Hus.

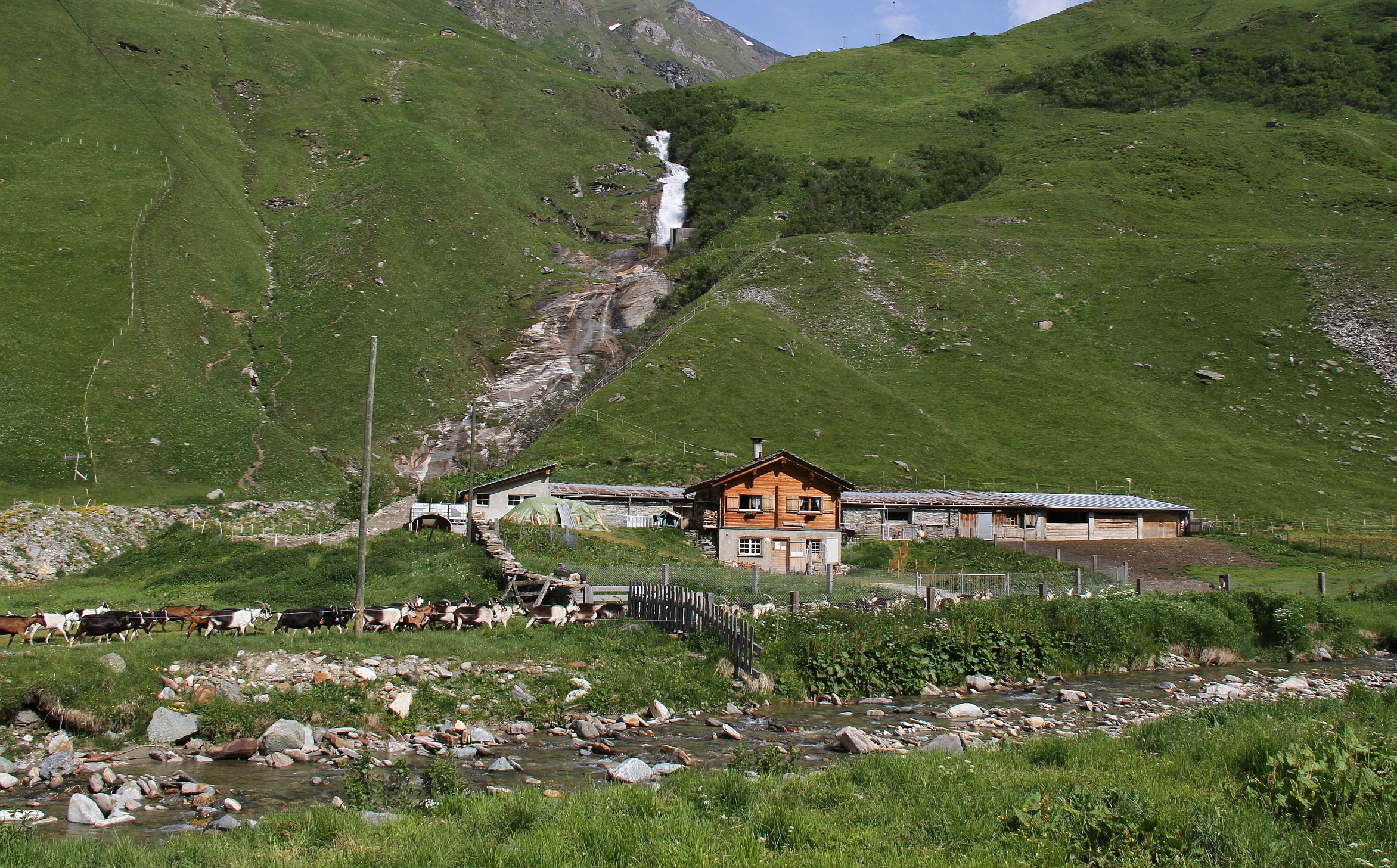
Geissalp Wallatsch
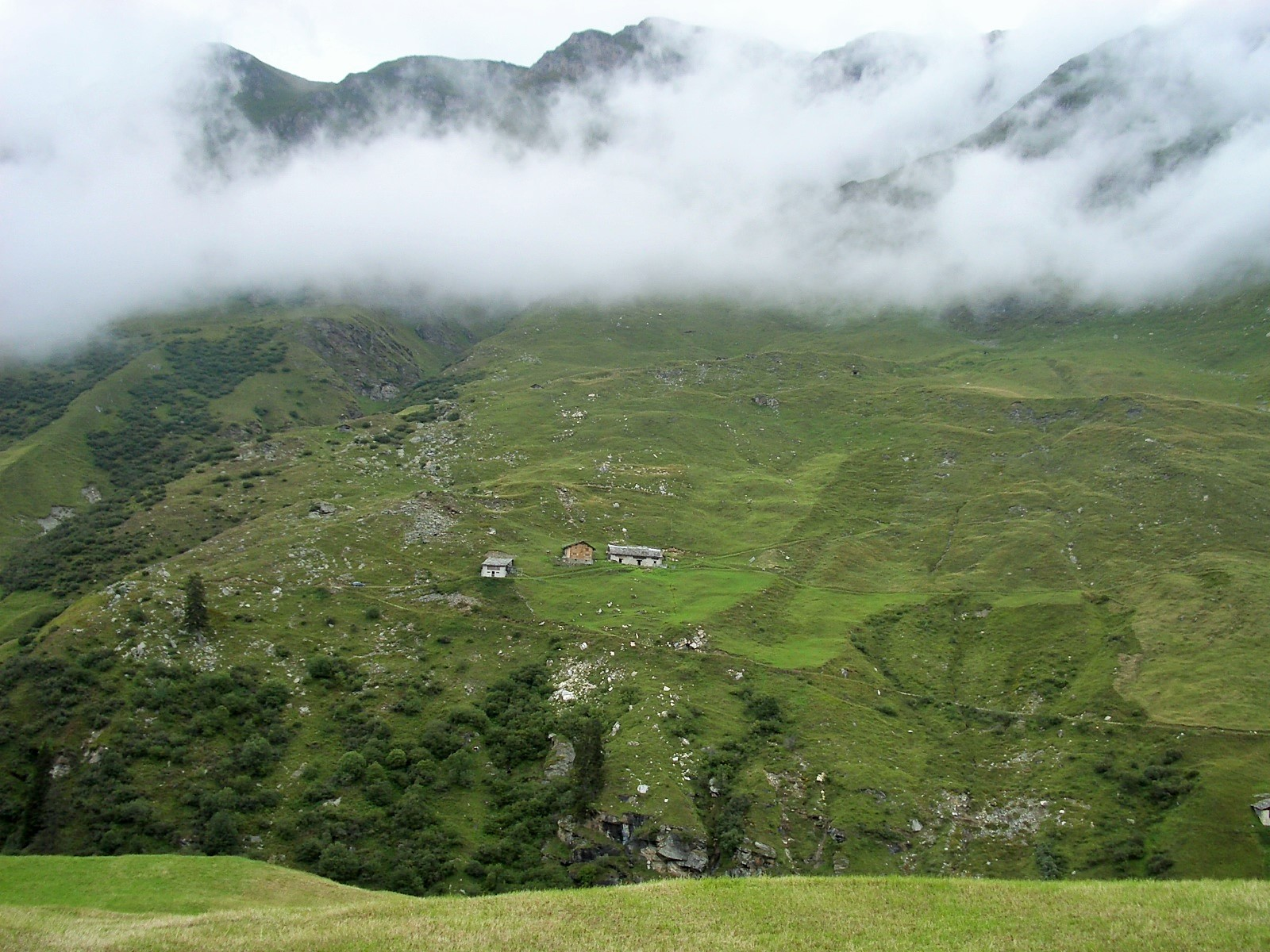
Tschifera
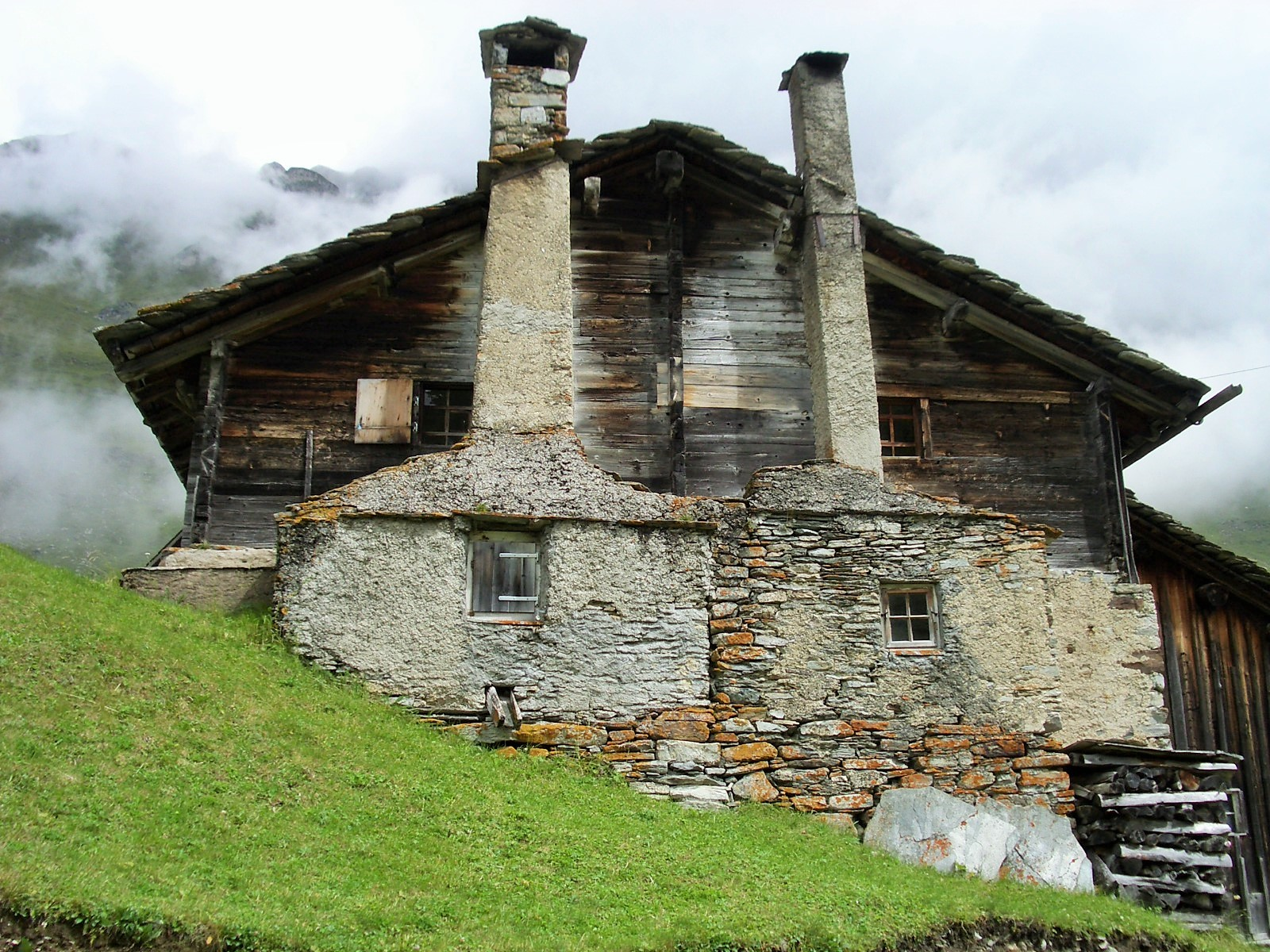
Chappelihus
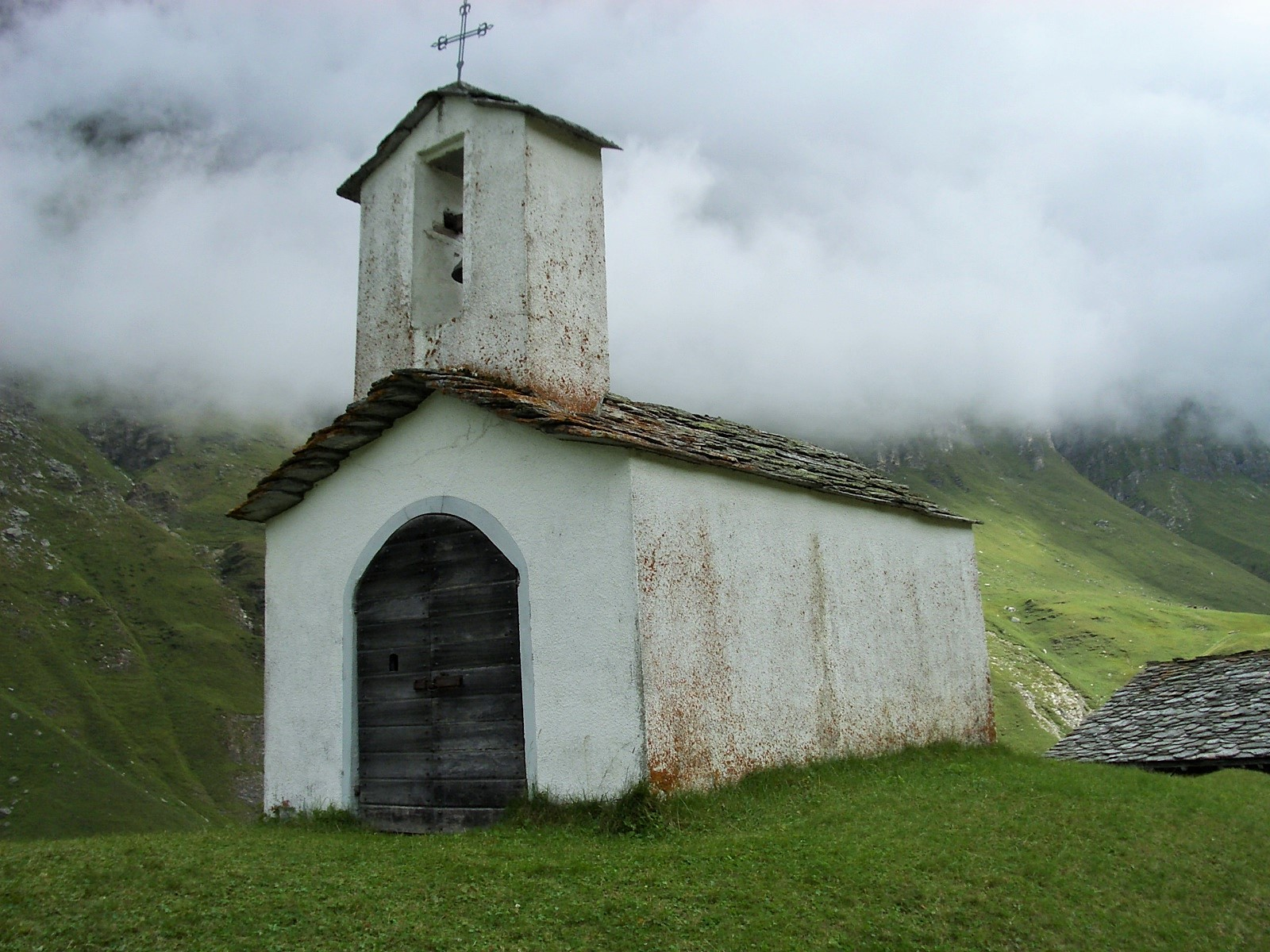
Kapelle Sankt Michael

Der Pass hatte als Verbindung zwischen dem  Hinter- und Vorderrheintal regionale Bedeutung (Glarner Viehexport über den  Panixerpass usw.). Mit «Zum Hirt» (2203 m ü. M.) ist auf der Landeskarte die letzte «Hirmstation» (hirma = ausruhen) der Valser Säumer auf dem Weg zum Valserberg bezeichnet. Der Saumpass bildete bis in die 1850er Jahre den wichtigsten Importweg für Wein und Salz und war Exportweg für Vieh zu den Tessiner und oberitalienischen Märkten. Vor der Eröffnung der Fahrstrasse nach Ilanz/Glion gingen Valser über den Pass ins Rheinwald zur Arbeit. Mit der Fahrstrasse orientierte sich das Tal nach Norden.
Die vierte Etappe des historischen Walserwegs führt von Hinterrhein über den Valserberg durch das Peiltal nach Vals.

### Sperrstelle Valserberg
Während des Zweiten Weltkriegs wurde links und rechts der Passhöhe und in der Mitte der Talflanke die Sperrstelle Valserberg (Armeebezeichnung Nr. 1281) von der Grenzbrigade 12 erstellt. Der Valserberg bildet die Fortsetzung der Einfallsachse über den San-Bernardino-Pass. Für die Versorgung der Truppen wurde die 2,5 Kilometer lange Militärseilbahn MSB102 von Peil auf den Valserberg erstellt. Da die ersten Wasserquellen 200 Meter unterhalb des Passes lagen, musste auf dem Pass das Schmelz- und Regenwasser in Auffangfächern gesammelt werden.
- Felskaverne Wandfluh – 1 Mg, 1 Lmg  7857		⊙
- Felsenwerk Thälialp -1 Mg, 1 Lmg A 7860		⊙
- Infanteriebunker Valserberg links vorne – 1 Mg A 7861		⊙
- Felsenwerk Valserberg links – 1 Mg – Übername «Eiskeller» A 7862		⊙
- Infanteriebunker Valserberg rechts – 1 Mg A 7863		⊙
- Infanteriebunker Valserberg-West – 1 Mg A 7864		⊙
- Infanteriebunker Räpierbach – 1 Mg, 1 Lmg A 7868		⊙
- Infanteriebunker Kirchalp – 1 Mg A 7869		⊙
- Artilleriebeobachtungsposten Wandfluh A XXXX 		⊙
- Gebirgsunterkunft Valserberg West (30 Mann) B 2371		⊙
- Militärseilbahn MSB 102, Bergstation ⊙
- Wasserfassung W1209 ⊙